# Uffe Christoffersen
Uffe Christoffersen (født 13. oktober 1947 i Hellerup) er en dansk maler.
Christoffersen er uddannet på Det Kongelige Danske Kunstakademi, hvor han her var elev hos den danske kunstmaler Egill Jacobsen, som var en del af kunstbevægelsen COBRA. Christoffersen var selv medlem af kunstsammenslutningen Violet Sol i 1974 og har siden 1994 været medlem af kunstsammenslutningen Corner. Uffe Christoffersen er født og opvokset i Danmark, men har siden 1990 boet i Sydfrankrig sammen med sin kone, kunstmaleren Annette Hoff-Jessen.
Christoffersen er især kendt for sin inspiration og motiv, tigeren. Kunstneren viser en meget farverig og ny-ekspressionistisk stil, som ikke er set siden COBRA.

## Hæder
- 1973: Gerda Iversens Legat
- 1979 & 1985: Bendix' Legat
- 1986: Legat fra Statens Kunstfond
- 1991: Ole Haslunds Legat
- 1992: Det treårige arbejdslegat fra Statens Kunstfond